# Vertrag von Nertschinsk

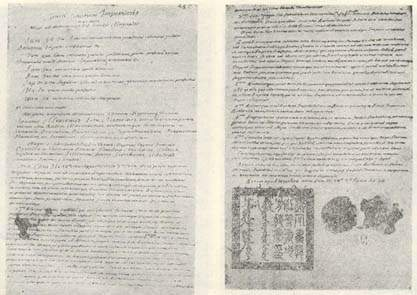
Vertrag von Nertschinsk

Der Vertrag von Nertschinsk (russisch Нерчинский договор, Nerčinskij dogovor; Chinesisch: Níbùchǔ tiáoyuē 尼布楚條約) zwischen dem Zarentum Russland und dem Qing-Reich ist das erste Abkommen (Qing-)Chinas mit einem europäischen Staat.

## Hintergründe
Im Zuge der russischen Eroberung Sibiriens erreichten bewaffnete russische Expeditionen in den 1640er Jahren chinesisches Einflussgebiet im Fernen Osten: 1639 erreichte Iwan Moskwitin die Region des heutigen Ochotsk, im Jahre 1644 befuhren Kosaken unter Wassili Pojarkow zum ersten Mal den Amur bis zu seiner Mündung in den Stillen Ozean. 1649 wurde mit Ochotsk der erste russische Hafen an der Pazifikküste gegründet. Es kam zu bewaffneten Auseinandersetzungen zwischen russischen Kosaken-Verbänden, den Truppen der Qing-Dynastie und einheimischen Tungusen, die sich über vier Jahrzehnte hinzogen.

## Vertragsinhalt und Folgen
Unter der Vermittlung von Jesuiten, insbesondere Jean-François Gerbillon, kam es zu Verhandlungen zwischen dem russischen Gesandten Golowin und dem Gesandten Pekings Songgotu in der russischen Stadt Nertschinsk. Der am 27. Augustjul. / 6. September 1689greg. geschlossene Vertrag regelte den Grenzverlauf in der Amur-Region. Das Qing-Reich erhielt darin das Gebiet bis zur Gebirgskette nördlich des Amur und seiner Nebenflüsse sowie die russische Festung Albasin. Aufgrund dessen, dass die geographischen Bezeichnungen in den unterschiedlichen Fassungen des Vertrages voneinander abwichen – der Vertrag war in den fünf Sprachen Mandschurisch, Chinesisch, Mongolisch, Russisch und Latein abgefasst – blieb der genaue Grenzverlauf ungeregelt. Der Vertrag bedeutete für Russland bedeutende Gebietsverluste, die erst im „Ungleichen Vertrag“ von Aigun (1858) zu Gunsten Russlands und auf Kosten Qing-Chinas rückgängig gemacht wurden.
Gleichzeitig wurde das Recht auf freien Handel über diese Grenze garantiert, wobei in der Folge vor allem Russland stark von diesem Recht Gebrauch machte. Schon bald wurde der Handel von Schmuggel beeinträchtigt und später aufgrund eines Konflikts zwischen den Dsungaren und der Qing-Dynastie und einem mongolischen Flüchtlingsstrom nach Sibirien eingeschränkt. Im Jahre 1722 schloss das Qing-Reich die Grenze. Auf Initiative Russlands wurde 1727 ein neuer Vertrag verhandelt. Im Vertrag von Kjachta verpflichtete sich Russland zur Bewachung der Grenze im Tausch für das Recht, alle drei Jahre eine Karawane nach China zu entsenden. Der Handel entwickelte sich jedoch auch danach nur schleppend.
Der Vertrag von Nertschinsk führte zum Bau einer Handelsstraße von Russland nach China, dem Sibirischen Trakt, die in der Erschließung Sibiriens eine wichtige Rolle spielte.